# J4M
Albums de Vitaa
La Même
(2015) VersuS
(2019)
Singles
1. Ça les dérange (feat. Jul)
Sortie : 2 mai 2016
2. Bienvenue à Paris
Sortie : 8 septembre 2016
3. Dans ma tête
Sortie : 4 novembre 2016
4. Peine & Pitié
Sortie : 3 mars 2017
5. Comme dab
Sortie : 18 août 2017
6. Un peu de rêve (en duo avec Claudio Capéo)
Sortie : 6 novembre 2017
7. Bella ciao (en quintette avec Maître Gims, Dadju, Slimane et Naestro)
Sortie : 18 mai 2018
8. Je te le donne (en duo avec Slimane)
Sortie : 24 août 2018
9. Tu me laisseras
Sortie : 27 avril 2017
10. Désaccord (en duo avec Dadju)
Sortie : 22 mars 2019

J4M est le cinquième album studio de la chanteuse française Vitaa, sorti le 5 mai 2017,. 
Il est notamment marqué par sa collaboration avec l'auteur-compositeur-interprète Stromae en particulier sur les titres Peine & Pitié et Comme dab,,.
Le 28 septembre 2018, sort une réédition de l'album intitulée Just Me, Myself et Moi-Même,.

## Singles
1. Ça les dérange (avec Jul)
2. Bienvenue à Paris
3. Dans ma tête
4. Peine & Pitié (co-écrit et co-composé avec Stromae)
5. Comme dab (co-écrit et co-composé avec Stromae)
6. Un peu de rêve (avec Claudio Capéo)
7. Bella ciao (avec Maître Gims, Slimane, Dadju & Naestro)
8. Je te le donne (avec Slimane)
9. Tu me laisseras
10. Désaccord (avec Dadju)

## Liste des titres
| Édition standard | Édition standard                     | Édition standard                      | Édition standard                               | Édition standard | Édition standard | Édition standard | Édition standard | Édition standard | Édition standard |
| No               | Titre                                | Paroles                               | Musique                                        | Auteur           | Durée            |                  |                  |                  |                  |
| ---------------- | ------------------------------------ | ------------------------------------- | ---------------------------------------------- | ---------------- | ---------------- | ---------------- | ---------------- | ---------------- | ---------------- |
| 1.               | J4M                                  | - Vitaa - John Mamann                 | - Vitaa - High P                               |                  | 1:15             |                  |                  |                  |                  |
| 2.               | Peine et pitié                       | - Vitaa - Stromae - John Mamann       | - Vitaa - Stromae - John Mamann                |                  | 2:51             |                  |                  |                  |                  |
| 3.               | Ça les dérange (feat. Jul)           | - Vitaa - Jul - John Mamann           | - Vitaa - Jul - John Mamann - High P           |                  | 3:04             |                  |                  |                  |                  |
| 4.               | Comme dab                            | - Vitaa - Stromae - John Mamann       | - Vitaa - Stromae - John Mamann                |                  | 2:52             |                  |                  |                  |                  |
| 5.               | Tu me laisseras                      | - Vitaa - John Mamann                 | - Vitaa - John Mamann - High P                 |                  | 3:18             |                  |                  |                  |                  |
| 6.               | Dans ma tête                         | - Vitaa - John Mamann                 | - Vitaa - John Mamann - High P                 |                  | 3:26             |                  |                  |                  |                  |
| 7.               | Prendre l'air                        | - Vitaa - John Mamann                 | - Vitaa - John Mamann - High P                 |                  | 3:01             |                  |                  |                  |                  |
| 8.               | Comme ça (feat. John Mamann)         | - Vitaa - John Mamann                 | - Vitaa - John Mamann - High P                 |                  | 2:48             |                  |                  |                  |                  |
| 9.               | Là où je vais                        | - Vitaa - John Mamann - Dany Synthé   | - Vitaa - John Mamann - Dany Synthé            |                  | 3:12             |                  |                  |                  |                  |
| 10.              | Bienvenue à Paris                    | - Vitaa - John Mamann                 | - Vitaa - John Mamann - High P                 |                  | 2:47             |                  |                  |                  |                  |
| 11.              | Dis-le moi                           | - Vitaa - John Mamann - Bedjik        | - Vitaa - John Mamann - Dany Synthé - Bedjik   |                  | 3:18             |                  |                  |                  |                  |
| 12.              | Un peu de rêve (feat. Claudio Capéo) | - Vitaa - John Mamann - Claudio Capéo | - Vitaa - John Mamann - High P - Claudio Capéo |                  | 3:23             |                  |                  |                  |                  |
| 13.              | Ton silence                          | - Vitaa - John Mamann                 | - Vitaa - John Mamann - High P                 |                  | 3:02             |                  |                  |                  |                  |
| 14.              | Just Me, Myself and Moi-Même         | - Vitaa - John Mamann                 | - Vitaa - John Mamann - High P                 |                  | 2:43             |                  |                  |                  |                  |
| 41:08            |                                      |                                       |                                                |                  |                  |                  |                  |                  |                  |

| Just Me, Myself & Moi-Même | Just Me, Myself & Moi-Même                                 | Just Me, Myself & Moi-Même | Just Me, Myself & Moi-Même                         | Just Me, Myself & Moi-Même | Just Me, Myself & Moi-Même | Just Me, Myself & Moi-Même | Just Me, Myself & Moi-Même | Just Me, Myself & Moi-Même | Just Me, Myself & Moi-Même |
| No                         | Titre                                                      | Paroles                    | Musique                                            | Durée                      |                            |                            |                            |                            |                            |
| -------------------------- | ---------------------------------------------------------- | -------------------------- | -------------------------------------------------- | -------------------------- | -------------------------- | -------------------------- | -------------------------- | -------------------------- | -------------------------- |
| 1.                         | Traumatisée                                                | Vitaa                      | - Vitaa - Renaud Rebillaud - John Mamann           | 3:18                       |                            |                            |                            |                            |                            |
| 2.                         | Je te le donne (feat. Slimane)                             | - Vitaa - Slimane          | - Vitaa - Slimane - Renaud Rebillaud - John Mamann | 3:53                       |                            |                            |                            |                            |                            |
| 3.                         | Sans regrets                                               | Vitaa                      | - Vitaa - Renaud Rebillaud - John Mamann           | 3:17                       |                            |                            |                            |                            |                            |
| 4.                         | Désaccord (feat. Dadju)                                    | - Vitaa - Dadju            | - Vitaa - Dadju - High P - John Mamann             | 3:29                       |                            |                            |                            |                            |                            |
| 5.                         | Tu voulais                                                 | Vitaa                      | - Vitaa - John Mamann - High P                     | 3:10                       |                            |                            |                            |                            |                            |
| 6.                         | Bella ciao (feat. Maître Gims, Dadju, Slimane, et Naestro) | - Vitaa - Slimane          | - Vitaa - Maître Gims - Dadju                      | 2:58                       |                            |                            |                            |                            |                            |
| 1:01:00                    |                                                            |                            |                                                    |                            |                            |                            |                            |                            |                            |

## Clips vidéos
- Ça les dérange (avec Jul) : 17 juin 2016
- Bienvenue à Paris : 7 octobre 2016
- Dans ma tête : 16 décembre 2016
- Peine et pitié : 25 avril 2017
- Tu me laisseras : 27 avril 2017
- Comme dab : 18 août 2017
- Un peu de rêve (avec Claudio Capéo) : 9 février 2018
- Bella ciao (avec Maître Gims, Dadju, Slimane, et Naestro) : 4 juin 2018
- Je te le donne (avec Slimane) : 29 octobre 2018
- Désaccord (avec Dadju) : 22 mars 2019

## Classements et certifications

### Classements hebdomadaires

#### J4M
| Classements (2017-2019)      | Meilleure position |
| ---------------------------- | ------------------ |
| France (SNEP)                | 8                  |
| Belgique (Wallonie Ultratop) | 156                |
| Belgique (Flandre Ultratop)  | 14                 |

#### Just Me, Myself & Moi-Même
| Classements (2018) | Meilleure position |
| ------------------ | ------------------ |
| France (SNEP)      | 29                 |

### Certifications
| Région                                                                                                 | Certification | Ventes/Streams |
| --- | ------------- | -------------- |
| France (SNEP)                                                                                          | 2 × Platine   | 200 000*       |
| *Ventes selon la certification ^Mise en rayon selon la certification xNon précisé par la certification |               |                |